# Kiriłł Jeśkow
Kiriłł Jurjewicz Jeśkow, także jako: Kirył Jeskow, Kirill Eskov, Kiril Yeskov, Kiryłł J. Jeśkow, ros. Кирилл Юрьевич Еськов (ur. 16 września 1956 w Moskwie) – rosyjski pisarz, autor fantastyki, arachnolog, paleontolog, autor kilkudziesięciu prac naukowych. Odkrył kilka nowych gatunków wymarłych pająków.

## Publikacje (w jęz. polskim)
- Ostatni władca Pierścienia, Poznań 2000 / Ostatni powiernik Pierścienia, Lublin 2007.
- Ewangelia według Afraniusza(inne języki), Olsztyn 2003.

## Upamiętnienie
Na jego cześć nazwano rodzaje Eskovia i Eskovina oraz gatunki Attulus eskovi, Bharatasoma eskovi, Burlagonomegops eskovi, Chedimanops eskovi, Clubiona eskovi, Concavocephalus eskovi, Gnaphosa eskovi, Gulocosa eskovi, Harpactea eskovi, Oreoneta eskovi, Pardosa eskovi, Praestigia eskovi, Savignia eskovi, Saltissus eskovi, Tibioploides eskovianus i Zelotes eskovi.